# Sân vận động Bata
Sân vận động Bata (tiếng Tây Ban Nha: Estadio de Bata) là một sân vận động đa năng ở Bata, Guinea Xích Đạo. Sân vận động được xây dựng bởi nhà thầu Trung Quốc Covec và hoàn thành vào năm 2007 với sức chứa 22.000 người theo cấu trúc bê tông đúc sẵn một tầng. Đây là địa điểm tổ chức Giải vô địch bóng đá nữ châu Phi 2008. Sân được mở rộng vào năm 2011 với kết cấu thép mới ở tầng trên với sức chứa 35.000 chỗ ngồi như một trong những sân vận động đăng cai tổ chức Cúp bóng đá châu Phi 2012 bao gồm lễ khai mạc và các trận bán kết. Sân vận động nằm cách bờ biển khoảng 5 km và tiếp giáp với khu liên hợp thể thao hiện đang được xây dựng, có nhà thi đấu thể thao trong nhà, bể bơi có mái che, khách sạn và hầu hết các môn thể thao chính. Sân vận động Bata là sân vận động lớn nhất ở thành phố lớn nhất của Guinea Xích Đạo.

## Thiết kế
Sân vận động được xây dựng xung quanh một sân bóng đá với đường chạy điền kinh. Sân vận động là phần tâm hình vuông với các đầu là hình bán nguyệt. Giai đoạn đầu tiên là một tầng dưới bằng bê tông với 21 hàng và mái đúc hẫng bằng thép trên khán đài phía đông và phía tây. Nhà thầu tương tự cũng đã xây dựng các sân vận động với cấu hình sơ đồ cơ bản giống nhau ở Mongomo và ở Ebebiyin nhưng với ít hàng hơn.

## Mở rộng

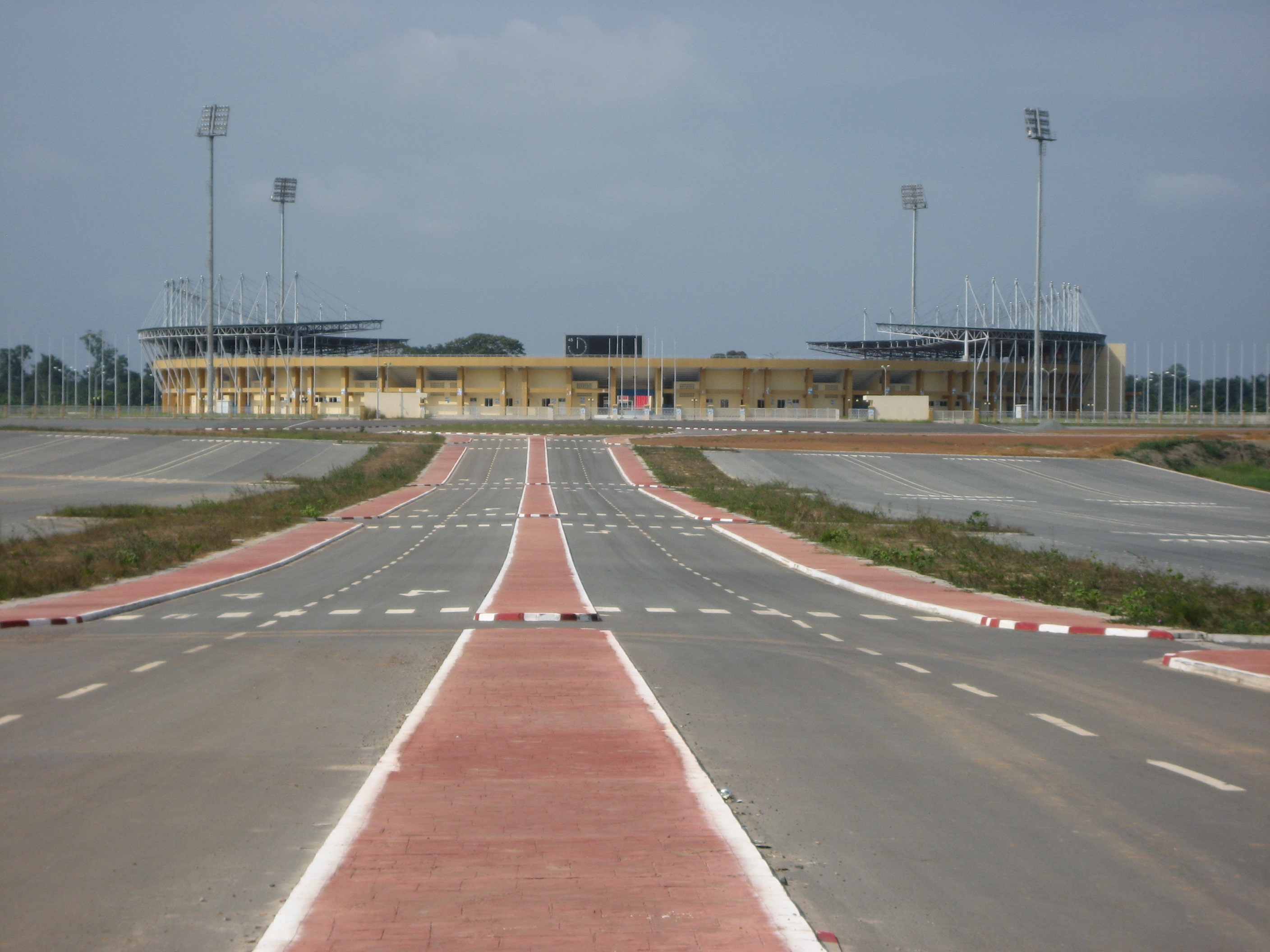
Sân vận động vào năm 2010

Năm 2011, Bouyigues được chỉ định làm nhà thầu để mở rộng sức chứa lên 35.000 chỗ ngồi cho việc đăng cai tổ chức vòng bán kết giải đấu Cúp bóng đá châu Phi 2012. Việc mở rộng được thực hiện trong thời gian rất ngắn với kết cấu thép mới tầng trên với 13 hàng ghế và mái đúc hẫng liên tục mới.

## Cúp bóng đá châu Phi 2015
Vào ngày 14 tháng 11 năm 2014, CAF thông báo rằng Guinea Xích Đạo giàu dầu mỏ sẽ là chủ nhà thay thế vào phút cuối cho giải đấu Cúp bóng đá châu Phi 2015. Điều này xảy ra sau khi Maroc khẳng định CAF phải hoãn sự kiện do lo ngại liên quan đến đợt bùng phát dịch Ebola năm 2014 ở Tây Phi. CAF phản ứng bằng cách trục xuất Maroc và rút họ khỏi việc làm chủ nhà. Sân vận động Bata đã tổ chức bốn trận đấu bao gồm trận khai mạc giữa Guinea Xích Đạo và Congo và trận chung kết giữa Bờ Biển Ngà và Ghana.